# Călărași (stad)
Călărași (/kə.lə'raʃʲ/) is een Roemeense havenstad aan de Donau. Het ligt in het zuidoosten van Roemenië en is de hoofdstad van het gelijknamige district. Het ligt 12 kilometer van de Bulgaarse grens en 125 km van Boekarest. De stad is 133,22 km² groot en is een industrieel centrum voor de hout-, papier-, ijzer-, glas- en voedselverwerkingsindustrie.

## Geschiedenis
Călărași is ontstaan uit een station voor paardrijders (de călărași) dat door een Walachijse prinses was gebouwd. Het lag op de route naar Istanboel. Er kwamen vanzelf mensen om het station heen wonen, waar weer een stad uit ontstond. In 1834 werd het de hoofdstad van de regio.

## Populatie
- 1900: 11,024
- 2003: 71,042

## Partnersteden
- Rivery
- Napels
- Royal Palm Beach
- Hengyang

Alba Iulia · Alexandria · Arad · Bacău · Baia Mare · Bârlad · Bistrița · Botoșani · Brașov · Brăila · Bucureşti (Boekarest) · Buzău · Călărași · Cluj-Napoca · Constanța · Craiova · Deva · Drobeta-Turnu Severin · Focșani · Galați · Giurgiu · Hunedoara · Iași · Mediaș · Oradea · Piatra Neamț · Pitești · Ploiești · Râmnicu Vâlcea · Reșița · Roman · Satu Mare · Sfântu Gheorghe · Sibiu · Slatina · Slobozia · Suceava · Târgoviște · Târgu Jiu · Târgu Mureș · Timișoara · Tulcea · Turda · Vaslui · Zalău